# Odontopyge difficilis
Odontopyge difficilis är en mångfotingart som beskrevs av Filippo Silvestri 1895. Odontopyge difficilis ingår i släktet Odontopyge och familjen Odontopygidae. Inga underarter finns listade i Catalogue of Life.